# PEOPLE 1
PEOPLE 1（ピープルワン）は、日本のスリーピース・ポップバンド。2019年12月に結成され、東京を拠点に活動している。略称は「ピポワン」。ファンの呼称（ファンダムネーム）は「大衆」。ファンクラブ名は「112号室」。

## 概要
メンバーのDeuが「売れるバンドを組もう」と、大学時代のサークルメンバーの同期・Takeuchiと1つ下の後輩・Itoを大学卒業後に集め、そこから2019年にリリースした1st EP「大衆音楽」に向けて「じわじわ始まった」という。結成日は大衆音楽リリース日の2019年12月20日としている。ファンダムネームの「大衆」もDeuの大衆音楽を作ろうという想いから由来している。
バンド名の由来はDeuが「孤独感からスタートしているものなので（中略）売れても1人。売れようが売れまいが1人っていう感じです。」と語っている。略称は当初「ピポいち」「ピポワン」が混在していたが、Twitter(現X)上でのアンケートでピポワンに決定した。
当初はYouTubeを中心としたネット上での活動を主としており、MVにおいては一切メンバーの姿を表さずメンバーの情報も一切明かしていなかったため「謎に包まれたバンド」とも表現された。2021年のNEEとの対バンライブ「BLT LIVE BOOSTER vol.1」、その後の1stワンマンツアー「ベッドルーム大衆音楽」を皮切りに、ライブ活動を開始。2022年5月に公開された「銃の部品」のMVではメンバーが初めて出演した。以後はMVでの出演、ライブ活動共に多く行っている。
イラストレーター・アニメーターのcoalowlとの関係が深く、YouTube上で一番初めに投稿した動画である「“大衆音楽 EP” -Teaser-」のアニメーション、初MVである「アイワナビーフリー」から始まり、以降など多くの曲のMV及びグッズのプロデュースにも関わっており、各曲のバックコーラスも行っている。
インタビューにて、影響を受けた楽曲としてゴリラズの『Feel Good Inc.』、ホージアの『Almost (Sweet Music)』、The 1975の『I Like America & America Likes Me』、ブロック・パーティの『Ratchet』、フランシス・アンド・ザ・ライツの『Friends ft. Bon Iver and Kanye West』、Beirutの『Elephant Gun』、ボブ・ディランの『くよくよするなよ』、andymoriの『Life Is Party』、THE BLUE HEARTSの『月の爆撃機』、ショパンの『練習曲作品10-3（別れの曲）』を挙げている。

## メンバー
Deu（ドイ）
ボーカル・ギター・ベース担当。アイワナビーフリー、113号室、怪獣などのメインボーカル。
誕生日は2月27日。
結成の発起人であり、全曲の作詞作曲、グッズやMVのプロデュースも行っている。
好きな音楽ジャンルはUKガレージロックで、PEOPLE 1結成以前に自身が活動していたソロプロジェクト「The Bad Ten Hours」ではその影響を大きく受けている。
Ito（イトウ）
ボーカル・ギター担当。常夜燈や魔法の歌などのメインボーカル。
誕生日は12月13日。
活動当初は不動産関連の会社で会社員をしていたが、3rdツアー「嘘だらけのPEOPLE 1」中の2022年12月に退職し、KT Zepp Yokohamaでのツアーファイナルにおいて公表。以降は音楽活動に専念している。
Takeuchi（タケウチ）
ドラムス担当。ライブではサンプラーなども担当。
誕生日は8月29日。
高校時代には吹奏楽部でトロンボーンパートであった。

### サポートメンバー
Hajime Taguchi（ハジメ タグチ）
ギター・ベース担当。
一部楽曲の編曲も行っている。
ベントラーカオル
キーボード・ギター担当。

## 来歴

### 2019年 - 2020年：活動開始、『PEOPLE』
2019年12月20日、『“大衆音楽 EP” -Teaser-』をYouTubeに投稿。密かに活動を始める。
2019年12月27日、1st EP『大衆音楽』で音源デビュー。
2020年9月30日、1st EP『大衆音楽』のCD盤、2nd EP『GANG AGE』のCD盤・デジタル盤を同時リリース。この両EPSは、タワーレコードのマンスリー企画 “タワレコメン” で、史上初の2作品同時選出を果たした。
2020年12月25日、にリリースされた『113号室』が、インディーズアーティスト専門webメディア『speranza!』にてインディーズバンドニュースとして取り上げられる。
2021年1月8日放送の「バズリズム 02」の企画『2021年コレがバズるぞ!BEST10』では、7位を獲得
2021年4月28日、3rd EP『Something Sweet, Something Excellent』のCD盤・デジタル盤を同時リリース。
2021年6月3日、恵比寿LIQUIDROOMにて開催された『BLT LIVE BOOSTER vol.1』へ出演。これがバンドとしての初ライブとなる。
2021年8月18日、WurtSの楽曲『リトルダンサー feat. Ito (PEOPLE 1) 』にゲストボーカルとしてItoが参加。
2021年11月24日、1stフルアルバム『PEOPLE』を発売。同日に初のYouTubeライブ配信を行った。

### 2022年 - 現在：メジャーデビュー、『星巡り、君に金星』

#### 2022年
4月20日、『銃の部品』を配信限定シングルとしてリリース。
6月1日、『YOUNG TOWN』を配信限定シングルとしてリリース。本楽曲はNHK総合「夜ドラ」枠で放送された『カナカナ』の主題歌に使用された。
6月29日、『紫陽花』を配信限定シングルとしてリリース。本楽曲は『カナカナ』の挿入歌に使用された。
8月1日、オフィシャルファンクラブ『112号室』を開設。
12月14日、配信限定シングル『DOGLAND』でメジャーデビュー。本楽曲はテレビアニメ『チェンソーマン』の第10話エンディングテーマに使用されている。

#### 2023年
3月19日、テレビアニメ『王様ランキング 勇気の宝箱』のオープニングテーマに新曲『GOLD』が使用されることが発表され、放映が開始される4月14日に配信リリースされた。5月17日には1枚目のCDシングルとしてリリースされた。
9月18日、「フロップニク」の替え歌とミュージックビデオをオマージュして制作されたカップヌードルCM「ニャードル飼える 篇」が放送スタートした。
10月1日、ドラマ『時をかけるな、恋人たち』のオープニング曲に新曲『ドキドキする』が起用されたことが発表され、1ヶ月後の11月1日に配信リリースされた。

#### 2024年
1月10日、2ndアルバム『星巡り、君に金星』をリリース。
3月1日、3月23日放送のドラマ『高額当選しちゃいました』の主題歌に『僕の心』が起用されたことが発表された。
5月3日、Eveとのコラボ楽曲『フラットウッズのモンスターみたいに』を配信限定シングルとしてリリース。
6月3日～4日、全国6か所の映画館にて同年1月に開催された『続・LOVE2』(6月3日)『さよなら、ぼくらのパーティーゲーム』(6月4日)の上映会が一夜ずつ開催された。
9月11日、秋山黄色とのコラボ楽曲『Caffeine Remix feat.Deu』を配信限定シングルとしてリリース。
9月12日、ドラマ『あのクズを殴ってやりたいんだ』の主題歌に『メリバ』が起用されたことが発表され、1か月後の10月9日に配信リリースされた。
10月21日、TBS系『CDTVライブ！ライブ！』に出演。PEOPLE 1としてテレビ初演奏となった。
11月11日、初のPOP-UP STORE『appartement 1827』を12月19日～29日までUNIVERSAL MUSIC STORE HARAJUKUにて開催することを発表。

#### 2025年
1月22日、Deuが楽曲提供を行った『Caramel Pain』収録の星街すいせい3rdアルバム「新星目録」がリリース。
2月14日、Deuが体調不良のため当面の間休養すること、Deuの回復までPEOPLE 1の活動休止が発表された。
4月18日、Deuが楽曲提供を行った『ディストーションと抱擁』のMVが不破湊のYouTubeチャンネルにて公開された。
7月1日、DeuがSNSにて活動再開を報告。
7月17日、WurtS、Chilli Beans.とのスリーマンイベント『UPDATE』よりPEOPLE 1の活動を再開した。

## ディスコグラフィ

### CDシングル
| #                                                                                             | 発売日                                                                                        | タイトル                                                                                      | 販売形態                                                                                      | 規格品番                                                                                      | オリコン                                                                                      | 収録アルバム                                                                                  |
| fanfa record / ソニー・ミュージックアソシエイテッドレコーズ（ソニー・ミュージックレーベルズ） | fanfa record / ソニー・ミュージックアソシエイテッドレコーズ（ソニー・ミュージックレーベルズ） | fanfa record / ソニー・ミュージックアソシエイテッドレコーズ（ソニー・ミュージックレーベルズ） | fanfa record / ソニー・ミュージックアソシエイテッドレコーズ（ソニー・ミュージックレーベルズ） | fanfa record / ソニー・ミュージックアソシエイテッドレコーズ（ソニー・ミュージックレーベルズ） | fanfa record / ソニー・ミュージックアソシエイテッドレコーズ（ソニー・ミュージックレーベルズ） | fanfa record / ソニー・ミュージックアソシエイテッドレコーズ（ソニー・ミュージックレーベルズ） |
| --------------------------------------------------------------------------------------------- | --------------------------------------------------------------------------------------------- | --------------------------------------------------------------------------------------------- | --------------------------------------------------------------------------------------------- | --------------------------------------------------------------------------------------------- | --------------------------------------------------------------------------------------------- | --------------------------------------------------------------------------------------------- |
| 1st                                                                                           | 2023年5月17日                                                                                 | GOLD                                                                                          | CD+BD（初回生産限定盤）                                                                       | AICL-4365/6                                                                                   | TBA                                                                                           | 星巡り、君に金星                                                                              |
| 1st                                                                                           | 2023年5月17日                                                                                 | GOLD                                                                                          | CD（通常盤）                                                                                  | AICL-4367                                                                                     | TBA                                                                                           | 星巡り、君に金星                                                                              |
| 1st                                                                                           | 2023年5月17日                                                                                 | GOLD                                                                                          | CD+BD（期間生産限定アニメ盤）                                                                 | AICL-4368/9                                                                                   | TBA                                                                                           | 星巡り、君に金星                                                                              |

### 配信限定シングル
| #                                                                                             | 発売日            | タイトル                           | 販売形態               | 最高位            | 初出作品                             | 収録アルバム      |
| Pollyanna Records                                                                             | Pollyanna Records | Pollyanna Records                  | Pollyanna Records      | Pollyanna Records | Pollyanna Records                    | Pollyanna Records |
| --------------------------------------------------------------------------------------------- | ----------------- | ---------------------------------- | ---------------------- | ----------------- | ------------------------------------ | ----------------- |
| 1st                                                                                           | 2020年6月1日      | フロップニク                       | デジタル・ダウンロード | ー                | GANG AGE                             | PEOPLE            |
| 2nd                                                                                           | 2020年7月28日     | 常夜燈                             | デジタル・ダウンロード | ー                | GANG AGE                             | PEOPLE            |
| 3rd                                                                                           | 2020年12月25日    | 113号室                            | デジタル・ダウンロード | ー                | Something Sweet, Something Excellent | PEOPLE            |
| 4th                                                                                           | 2021年3月31日     | スラップスティック・ガール         | デジタル・ダウンロード | ー                | Something Sweet, Something Excellent | PEOPLE            |
| 5th                                                                                           | 2021年8月31日     | ゴースト                           | デジタル・ダウンロード | ー                | PEOPLE                               | PEOPLE            |
| 6th                                                                                           | 2021年9月1日      | PEOPLE                             | デジタル・ダウンロード | ー                | PEOPLE                               | PEOPLE            |
| 7th                                                                                           | 2021年10月1日     | 怪獣                               | デジタル・ダウンロード | ー                | PEOPLE                               | PEOPLE            |
| 8th                                                                                           | 2021年11月1日     | スクール!!                         | デジタル・ダウンロード | ー                | PEOPLE                               | PEOPLE            |
| 9th                                                                                           | 2022年4月20日     | 銃の部品                           | デジタル・ダウンロード | ー                | 星巡り、君に金星                     | 星巡り、君に金星  |
| 10th                                                                                          | 2022年6月1日      | YOUNG TOWN                         | デジタル・ダウンロード | ー                | 星巡り、君に金星                     | 星巡り、君に金星  |
| 11th                                                                                          | 2022年6月29日     | 紫陽花                             | デジタル・ダウンロード | 19位              | 星巡り、君に金星                     | 星巡り、君に金星  |
| 12th                                                                                          | 2022年8月24日     | Deadstock (feat. きのぽっぽ)       | デジタル・ダウンロード | ー                | 星巡り、君に金星                     | 星巡り、君に金星  |
| fanfa record / ソニー・ミュージックアソシエイテッドレコーズ（ソニー・ミュージックレーベルズ） |                   |                                    |                        |                   |                                      |                   |
| 13th                                                                                          | 2022年12月14日    | DOGLAND                            | デジタル・ダウンロード | 5位               | 星巡り、君に金星                     | 星巡り、君に金星  |
| 14th                                                                                          | 2023年3月1日      | Ratpark (feat. 菅原圭)             | デジタル・ダウンロード | ー                | 星巡り、君に金星                     | 星巡り、君に金星  |
| 15th                                                                                          | 2023年4月14日     | GOLD                               | デジタル・ダウンロード | 86位              | GOLD                                 | 星巡り、君に金星  |
| 16th                                                                                          | 2023年8月10日     | closer                             | デジタル・ダウンロード | ー                | 星巡り、君に金星                     | 星巡り、君に金星  |
| 17th                                                                                          | 2023年10月10日    | PEOPLE SAVE THE MACHINE            | デジタル・ダウンロード | ー                | 星巡り、君に金星                     | 星巡り、君に金星  |
| 18th                                                                                          | 2023年11月1日     | ドキドキする                       | デジタル・ダウンロード | ー                | 星巡り、君に金星                     | 星巡り、君に金星  |
| 19th                                                                                          | 2023年12月25日    | ハートブレイク・ダンスミュージック | デジタル・ダウンロード | ー                | 星巡り、君に金星                     | 星巡り、君に金星  |
| 20th                                                                                          | 2024年8月28日     | idiot                              | デジタル・ダウンロード | ー                |                                      |                   |
| 21st                                                                                          | 2024年10月9日     | メリバ                             | デジタル・ダウンロード | 98位              |                                      |                   |
| 22nd                                                                                          | 2024年12月25日    | DALMATIAN                          | デジタル・ダウンロード | ー                |                                      |                   |

### EP
| #                 | 発売日            | タイトル                             | 販売形態               | 規格品番          | オリコン          |
| Pollyanna Records | Pollyanna Records | Pollyanna Records                    | Pollyanna Records      | Pollyanna Records | Pollyanna Records |
| ----------------- | ----------------- | ------------------------------------ | ---------------------- | ----------------- | ----------------- |
| 1st               | 2019年12月27日    | 大衆音楽                             | デジタル・ダウンロード | -                 | 61位              |
| 1st               | 2020年9月30日     | 大衆音楽                             | CD                     | POLY-0001         | 61位              |
| 2nd               | 2020年9月30日     | GANG AGE                             | CD                     | POLY-0002         | 59位              |
| 3rd               | 2021年4月28日     | Something Sweet, Something Excellent | CD                     | POLY-0003         | 102位             |

### フルアルバム
| #                                                  | 発売日            | タイトル          | 販売形態          | 規格品番                      | オリコン          |
| Pollyanna Records                                  | Pollyanna Records | Pollyanna Records | Pollyanna Records | Pollyanna Records             | Pollyanna Records |
| -------------------------------------------------- | ----------------- | ----------------- | ----------------- | ----------------------------- | ----------------- |
| 1st                                                | 2021年11月24日    | PEOPLE            | CD+DVD            | POLY-0004/5（初回生産限定盤） | 40位              |
| 1st                                                | 2021年11月24日    | PEOPLE            | CD                | POLY-0006（通常盤）           | 40位              |
| Pollyanna Records / ソニー・ミュージックレーベルズ |                   |                   |                   |                               |                   |
| 2nd                                                | 2024年1月10日     | 星巡り、君に金星  | CD+BD             | AICL-4454-6（完全生産限定盤） | 14位              |
| 2nd                                                | 2024年1月10日     | 星巡り、君に金星  | CD                | AICL-4457（通常盤）           | 14位              |

### 映像作品
| #                                                  | 発売日                                             | タイトル                                           | 販売形態                                           | 規格品番                                           | オリコン                                           |
| Pollyanna Records / ソニー・ミュージックレーベルズ | Pollyanna Records / ソニー・ミュージックレーベルズ | Pollyanna Records / ソニー・ミュージックレーベルズ | Pollyanna Records / ソニー・ミュージックレーベルズ | Pollyanna Records / ソニー・ミュージックレーベルズ | Pollyanna Records / ソニー・ミュージックレーベルズ |
| -------------------------------------------------- | -------------------------------------------------- | -------------------------------------------------- | -------------------------------------------------- | -------------------------------------------------- | -------------------------------------------------- |
| 1st                                                | 2024年6月5日                                       | PEOPLE IN THE GAS STATION                          | Blu-ray                                            | AIXL-190/1 (完全生産限定盤)                        | 1位                                                |
|                                                    |                                                    |                                                    |                                                    |                                                    |                                                    |

### 参加作品/楽曲提供
| 発売日        | タイトル                           | アーティスト | 提供者/参加者 | 販売形態               | 備考                                             |
| ------------- | ---------------------------------- | ------------ | ------------- | ---------------------- | ------------------------------------------------ |
| 2021年8月18日 | リトルダンサー feat.Ito(PEOPLE 1)  | WurtS        | Ito           | デジタル・ダウンロード | トヨタ自動車「カローラシリーズ」CMソング         |
| 2024年5月3日  | フラットウッズのモンスターみたいに | Eve          | Deu           | デジタル・ダウンロード |                                                  |
| 2024年9月4日  | ディストーションと抱擁             | 不破湊       | Deu           | デジタル・ダウンロード | 楽曲提供 不破湊 1st Mini Album「Persona」収録    |
| 2024年9月11日 | Caffeine Remix feat.Deu            | 秋山黄色     | Deu           | デジタル・ダウンロード |                                                  |
| 2025年1月22日 | Caramel Pain                       | 星街すいせい | Deu           | デジタル・ダウンロード | 楽曲提供 星街すいせい3rdアルバム「新星目録」収録 |

### Re:企画
尊敬(Respect)するアーティストに魔改造(Remodeling)してもらい、その返答(Reply)で楽曲のポテンシャルを再発見(Rediscovery)しようというプロジェクト
| #                 | 発売日            | タイトル                   | 販売形態               | 最高位            | 初出アルバム      | 収録アルバム      |
| Pollyanna Records | Pollyanna Records | Pollyanna Records          | Pollyanna Records      | Pollyanna Records | Pollyanna Records | Pollyanna Records |
| ----------------- | ----------------- | -------------------------- | ---------------------- | ----------------- | ----------------- | ----------------- |
| 1st               | 2022年5月20日     | Re:銃の部品 (feat. TOOBOE) | デジタル・ダウンロード | -                 | 未収録            | 未収録            |
| 2nd               | 2022年9月28日     | Re:Deadstock (feat. WurtS) | デジタル・ダウンロード | -                 | 未収録            | 未収録            |

## ミュージックビデオ
| #    | 公開日         | タイトル                           | 監督                            |
| ---- | -------------- | ---------------------------------- | ------------------------------- |
| 1st  | 2019年12月27日 | アイワナビーフリー                 | coalowl                         |
| 2nd  | 2020年3月10日  | 東京                               | 皆様ズパラダイス                |
| 3rd  | 2020年5月3日   | フロップニク                       | coalowl                         |
| 4th  | 2020年7月28日  | 常夜橙                             | coalowl                         |
| 5th  | 2020年9月30日  | BUTTER COOKIES                     | 皆様ズパラダイス                |
| 6th  | 2020年12月25日 | 113号室                            | Deu/coalowl                     |
| 7th  | 2021年4月28日  | ラヴ・ソング                       | Studio KONBU                    |
| 8th  | 2021年8月31日  | ゴースト                           | coalowl                         |
| 9th  | 2021年9月1日   | PEOPLE                             | Keitaro Terasawa                |
| 10th | 2021年10月1日  | 怪獣                               | GROUPN                          |
| 11th | 2021年11月1日  | スクール!!                         | Deu/すめし                      |
| 12th | 2021年11月24日 | 魔法の歌                           | coalowl                         |
| 13th | 2021年12月25日 | 僕の心                             | GROUPN                          |
| 14th | 2022年5月1日   | 銃の部品                           | GROUPN/Mitamago                 |
| 15th | 2022年6月1日   | YOUNG TOWN                         | Everyone's Paradise/coalowl/Deu |
| 16th | 2022年8月28日  | Deadstock (feat. きのぽっぽ)       | Studio KNB                      |
| 17th | 2022年12月25日 | DOGLAND                            | GROUPN                          |
| 18th | 2023年3月10日  | Ratpark (feat.菅原圭)              | coalowl/Deu                     |
| 19th | 2023年5月17日  | GOLD                               | GROUPN                          |
| 20th | 2023年8月13日  | closer                             | Akari Eda                       |
| 21st | 2023年10月10日 | PEOPLE SAVE THE MACHINE            | Keitaro Terasawa                |
| 22nd | 2023年11月14日 | ドキドキする                       | GROUPN                          |
| 23rd | 2023年12月25日 | ハートブレイク・ダンスミュージック | GROUPN                          |
| 24th | 2024年1月26日  | 鈴々                               | coalow/Deu                      |
| 25th | 2024年3月15日  | 高円寺にて                         | GROUPN                          |
| 26th | 2024年8月28日  | idiot                              | GROUPN                          |
| 27th | 2024年10月15日 | メリバ                             | GROUPN                          |
| 28th | 2024年12月25日 | DALMATIAN                          | Shun Mayama                     |

## タイアップ
| 使用年 | 曲名                         | タイアップ                                                                                 |
| ------ | ---------------------------- | ------------------------------------------------------------------------------------------ |
| 2021年 | スクール!!                   | サントリー「ZONe IMMERSIVE SONG PROJECT」コラボレーション楽曲                              |
| 2022年 | エッジワース・カイパーベルト | ソニー・インタラクティブエンタテインメント「Spotify on PlayStation」プロモーションムービー |
| 2022年 | 銃の部品                     | 専門学校 モード学園 2022年度CMソング                                                       |
| 2022年 | YOUNG TOWN                   | NHK総合 夜ドラ『カナカナ』主題歌                                                           |
| 2022年 | 紫陽花                       | NHK総合 夜ドラ『カナカナ』挿入歌                                                           |
| 2022年 | DOGLAND                      | テレビアニメ『チェンソーマン』第10話エンディングテーマ                                     |
| 2023年 | GOLD                         | フジテレビ系アニメ "ノイタミナ"『王様ランキング 勇気の宝箱』オープニングテーマ             |
| 2023年 | フロップニク                 | フジテレビ系『イタズラジャーニー』挿入歌                                                   |
| 2023年 | フロップニク                 | 日清食品「カップヌードル（ニャードル飼える 篇）」CMソング                                  |
| 2023年 | ドキドキする                 | カンテレ/フジテレビ系 火ドラ★イレブン『時をかけるな、恋人たち』オープニングテーマ          |
| 2024年 | 僕の心                       | フジテレビ系ドラマ『高額当選しちゃいました』主題歌                                         |
| 2024年 | メリバ                       | TBS系火曜ドラマ『あのクズを殴ってやりたいんだ』主題歌                                      |
| 2025年 | エッジワース・カイパーベルト | 『JUMP MV』シリーズ第40・41弾 『カグラバチ』コラボレーション楽曲                           |
| 2025年 | Ratpark feat. 菅原圭         | 『JUMP MV』シリーズ第40・41弾 『カグラバチ』コラボレーション楽曲                           |

## ライブ
ワンマンライブ
| 公演年 | 公演名                             | 公演日・会場                                                | 備考 |
| ------ | ---------------------------------- | ----------------------------------------------------------- | --- |
| 2021   | ベッドルーム大衆音楽               | 10月2日 SPADE BOX（愛知）                                   | 初のワンマンツアー |
| 2021   | ベッドルーム大衆音楽               | 10月3日 Music Club JANUS（大阪）                            | 初のワンマンツアー |
| 2021   | ベッドルーム大衆音楽               | 10月9日 Veats Shibuya（東京）                               | 初のワンマンツアー |
| 2021   | ベッドルーム大衆音楽               | 12月20日 Spotify O-EAST（東京）                             | 追加公演 WurtSゲスト出演 |
| 2022   | PEOPLE+                            | 5月4日 WWW X（東京）                                        | ｢僕の心｣でシンガロング企画を実施 |
| 2022   | PEOPLE+                            | 5月7日 HIROSHIMA CLUB QUATTRO（広島）                       | ｢僕の心｣でシンガロング企画を実施 |
| 2022   | PEOPLE+                            | 5月8日 DRUM LOGOS（福岡）                                   | ｢僕の心｣でシンガロング企画を実施 |
| 2022   | PEOPLE+                            | 5月14日 Electric Lady Land（愛知）                          | ｢僕の心｣でシンガロング企画を実施 |
| 2022   | PEOPLE+                            | 5月15日 BIGCAT（大阪）                                      | ｢僕の心｣でシンガロング企画を実施 |
| 2022   | PEOPLE+                            | 5月20日 Spotify O-EAST（東京）                              | ｢僕の心｣でシンガロング企画を実施 |
| 2022   | 嘘だらけのPEOPLE 1                 | 10月21日 PENNY LANE 24（北海道）                            | ライブ限定曲「高円寺にて」初披露 きのぽっぽゲスト出演 神奈川公演は本来12月20日(火)に行われる予定であったが、メンバーの体調不良により3月23日(水)に延期された。 しかし、リハーサル中のDeuの怪我により公演日に再延期された。 |
| 2022   | 嘘だらけのPEOPLE 1                 | 10月29日 Rensa（宮城）                                      | ライブ限定曲「高円寺にて」初披露 きのぽっぽゲスト出演 神奈川公演は本来12月20日(火)に行われる予定であったが、メンバーの体調不良により3月23日(水)に延期された。 しかし、リハーサル中のDeuの怪我により公演日に再延期された。 |
| 2022   | 嘘だらけのPEOPLE 1                 | 11月3日 新潟LOTS（新潟）                                    | ライブ限定曲「高円寺にて」初披露 きのぽっぽゲスト出演 神奈川公演は本来12月20日(火)に行われる予定であったが、メンバーの体調不良により3月23日(水)に延期された。 しかし、リハーサル中のDeuの怪我により公演日に再延期された。 |
| 2022   | 嘘だらけのPEOPLE 1                 | 11月5日 DIAMONDHALL（愛知）                                 | ライブ限定曲「高円寺にて」初披露 きのぽっぽゲスト出演 神奈川公演は本来12月20日(火)に行われる予定であったが、メンバーの体調不良により3月23日(水)に延期された。 しかし、リハーサル中のDeuの怪我により公演日に再延期された。 |
| 2022   | 嘘だらけのPEOPLE 1                 | 11月6日 HIROSHIMA CLUB QUATTRO（広島）                      | ライブ限定曲「高円寺にて」初披露 きのぽっぽゲスト出演 神奈川公演は本来12月20日(火)に行われる予定であったが、メンバーの体調不良により3月23日(水)に延期された。 しかし、リハーサル中のDeuの怪我により公演日に再延期された。 |
| 2022   | 嘘だらけのPEOPLE 1                 | 11月11日 DRUM LOGOS（福岡）                                 | ライブ限定曲「高円寺にて」初披露 きのぽっぽゲスト出演 神奈川公演は本来12月20日(火)に行われる予定であったが、メンバーの体調不良により3月23日(水)に延期された。 しかし、リハーサル中のDeuの怪我により公演日に再延期された。 |
| 2022   | 嘘だらけのPEOPLE 1                 | 11月13日 なんばHatch（大阪）                                | ライブ限定曲「高円寺にて」初披露 きのぽっぽゲスト出演 神奈川公演は本来12月20日(火)に行われる予定であったが、メンバーの体調不良により3月23日(水)に延期された。 しかし、リハーサル中のDeuの怪我により公演日に再延期された。 |
| 2022   | 嘘だらけのPEOPLE 1                 | 11月20日 Zepp Haneda（東京）                                | ライブ限定曲「高円寺にて」初披露 きのぽっぽゲスト出演 神奈川公演は本来12月20日(火)に行われる予定であったが、メンバーの体調不良により3月23日(水)に延期された。 しかし、リハーサル中のDeuの怪我により公演日に再延期された。 |
| 2022   | 嘘だらけのPEOPLE 1                 | 12月9日 なんばHatch（大阪）                                 | 追加公演 |
| 2022   | 嘘だらけのPEOPLE 1                 | 12月15日 DIAMONDHALL（愛知）                                | 追加公演 |
| 2023   | 嘘だらけのPEOPLE 1                 | 5月16日 KT Zepp Yokohama（神奈川）                          | 追加公演 |
| 2023   | PEOPLE SAVE THE F×××ING WORLD      | 5月21日 新潟LOTS（新潟）                                    | |
| 2023   | PEOPLE SAVE THE F×××ING WORLD      | 5月28日 仙台PIT（宮城）                                     | |
| 2023   | PEOPLE SAVE THE F×××ING WORLD      | 6月4日 PENNY LANE 24（北海道）                              | |
| 2023   | PEOPLE SAVE THE F×××ING WORLD      | 6月10日 Olive Hall（香川）                                  | |
| 2023   | PEOPLE SAVE THE F×××ING WORLD      | 6月11日 HIROSHIMA CLUB QUATTRO（広島）                      | |
| 2023   | PEOPLE SAVE THE F×××ING WORLD      | 6月18日 Zepp Osaka Bayside（大阪）                          | |
| 2023   | PEOPLE SAVE THE F×××ING WORLD      | 6月21日 Zeep Nagoya（愛知）                                 | |
| 2023   | PEOPLE SAVE THE F×××ING WORLD      | 6月23日 Zeep Fukuoka（福岡）                                | |
| 2023   | PEOPLE SAVE THE F×××ING WORLD      | 6月30日 Zeep Haneda（東京）                                 | |
| 2023   | PEOPLE SAVE THE F×××ING WORLD      | 7月8日 Zeep DiverCity（東京）                               | |
| 2023   | LOVE2                              | 11月17日 KT Zepp Yokohama（神奈川）                         | 2つのコンセプトによるワンマンツアーを同時並行開催 |
| 2023   | LOVE2                              | 11月22日 Zepp Fukuoka（福岡）                               | 2つのコンセプトによるワンマンツアーを同時並行開催 |
| 2023   | LOVE2                              | 11月26日 Zepp Osaka Bayside（大阪）                         | 2つのコンセプトによるワンマンツアーを同時並行開催 |
| 2023   | LOVE2                              | 12月7日 Zepp Nagoya（愛知）                                 | 2つのコンセプトによるワンマンツアーを同時並行開催 |
| 2023   | LOVE2                              | 12月14日 Zepp Sapporo（北海道）                             | 2つのコンセプトによるワンマンツアーを同時並行開催 |
| 2023   | ぼくらのパーティーゲーム           | 11月23日 Zepp Fukuoka（福岡）                               | 2つのコンセプトによるワンマンツアーを同時並行開催 |
| 2023   | ぼくらのパーティーゲーム           | 11月27日 Zepp Osaka Bayside（大阪）                         | 2つのコンセプトによるワンマンツアーを同時並行開催 |
| 2023   | ぼくらのパーティーゲーム           | 12月8日 Zepp Nagoya（愛知）                                 | 2つのコンセプトによるワンマンツアーを同時並行開催 |
| 2023   | ぼくらのパーティーゲーム           | 12月15日 Zepp Sapporo（北海道）                             | 2つのコンセプトによるワンマンツアーを同時並行開催 |
| 2023   | ぼくらのパーティーゲーム           | 12月20日 TOKIO TOKYO（東京）                                | 2つのコンセプトによるワンマンツアーを同時並行開催 |
| 2024   | 続・LOVE2                          | 1月13日 ぴあアリーナMM（神奈川）                            | 『LOVE2』アリーナ特別公演 |
| 2024   | さよなら、ぼくらのパーティーゲーム | 1月14日 ぴあアリーナMM（神奈川）                            | 『ぼくらのパーティーゲーム』アリーナ特別公演 きのぽっぽゲスト出演 |
| 2024   | after dark                         | 7月10日 立川ステージガーデン (東京)                         | |
| 2024   | after dark                         | 7月14日 神戸国際会館こくさいホール (兵庫)                   | |
| 2024   | after dark                         | 7月21日 札幌文化芸術劇場hitaru (北海道)                     | |
| 2024   | after dark                         | 7月28日 新潟テルサ (新潟)                                   | |
| 2024   | after dark                         | 8月16日 Niterra日本特殊陶業市民会館 フォレストホール (愛知) | |
| 2024   | after dark                         | 8月17日 Niterra日本特殊陶業市民会館 フォレストホール (愛知) | |
| 2024   | after dark                         | 9月11日 NHKホール (東京)                                    | |
| 2024   | after dark                         | 9月12日 NHKホール (東京)                                    | |
| 2024   | after dark                         | 9月16日 福岡サンパレス (福岡)                               | |
| 2024   | after dark                         | 9月21日 東京エレクトロンホール宮城 (宮城)                   | |
| 2024   | after dark                         | 9月29日 オリックス劇場 (大阪)                               | |
| 2024   | after dark                         | 9月30日 オリックス劇場 (大阪)                               | |
| 2024   | PEOPLE 1の世界                     | 12月21日 有明アリーナ (東京)                                | 菅原圭ゲスト出演 |
| 2024   | PEOPLE 1の世界                     | 12月22日 有明アリーナ (東京)                                | 菅原圭ゲスト出演 |
| 2025   | midpoint                           | 4月6日 松山キティホール（愛媛）                             | Itoによる47都道府県アコースティック弾き語りツアー 青森公演は収容人数変更のため、BAR SPACE 1/3→青森Quarterに変更 東京公演にWurtS、千葉公演に夕日(NEE)、兵庫公演にきのぽっぽゲスト出演                                      |
| 2025   | midpoint                           | 4月7日 ri:ver（高知）                                       | Itoによる47都道府県アコースティック弾き語りツアー 青森公演は収容人数変更のため、BAR SPACE 1/3→青森Quarterに変更 東京公演にWurtS、千葉公演に夕日(NEE)、兵庫公演にきのぽっぽゲスト出演                                      |
| 2025   | midpoint                           | 4月9日 高松DIME（香川）                                     | Itoによる47都道府県アコースティック弾き語りツアー 青森公演は収容人数変更のため、BAR SPACE 1/3→青森Quarterに変更 東京公演にWurtS、千葉公演に夕日(NEE)、兵庫公演にきのぽっぽゲスト出演                                      |
| 2025   | midpoint                           | 4月10日 OLUYO（徳島）                                       | Itoによる47都道府県アコースティック弾き語りツアー 青森公演は収容人数変更のため、BAR SPACE 1/3→青森Quarterに変更 東京公演にWurtS、千葉公演に夕日(NEE)、兵庫公演にきのぽっぽゲスト出演                                      |
| 2025   | midpoint                           | 4月15日 金沢AZ（石川）                                      | Itoによる47都道府県アコースティック弾き語りツアー 青森公演は収容人数変更のため、BAR SPACE 1/3→青森Quarterに変更 東京公演にWurtS、千葉公演に夕日(NEE)、兵庫公演にきのぽっぽゲスト出演                                      |
| 2025   | midpoint                           | 4月16日 CHOP（福井）                                        | Itoによる47都道府県アコースティック弾き語りツアー 青森公演は収容人数変更のため、BAR SPACE 1/3→青森Quarterに変更 東京公演にWurtS、千葉公演に夕日(NEE)、兵庫公演にきのぽっぽゲスト出演                                      |
| 2025   | midpoint                           | 4月22日 松本ALECK（長野）                                   | Itoによる47都道府県アコースティック弾き語りツアー 青森公演は収容人数変更のため、BAR SPACE 1/3→青森Quarterに変更 東京公演にWurtS、千葉公演に夕日(NEE)、兵庫公演にきのぽっぽゲスト出演                                      |
| 2025   | midpoint                           | 4月23日 SoulPower（富山）                                   | Itoによる47都道府県アコースティック弾き語りツアー 青森公演は収容人数変更のため、BAR SPACE 1/3→青森Quarterに変更 東京公演にWurtS、千葉公演に夕日(NEE)、兵庫公演にきのぽっぽゲスト出演                                      |
| 2025   | midpoint                           | 4月24日 GIOIA MIA（新潟）                                   | Itoによる47都道府県アコースティック弾き語りツアー 青森公演は収容人数変更のため、BAR SPACE 1/3→青森Quarterに変更 東京公演にWurtS、千葉公演に夕日(NEE)、兵庫公演にきのぽっぽゲスト出演                                      |
| 2025   | midpoint                           | 4月27日 HEAVEN'S ROCK宇都宮VJ-2（栃木）                     | Itoによる47都道府県アコースティック弾き語りツアー 青森公演は収容人数変更のため、BAR SPACE 1/3→青森Quarterに変更 東京公演にWurtS、千葉公演に夕日(NEE)、兵庫公演にきのぽっぽゲスト出演                                      |
| 2025   | midpoint                           | 4月30日 前橋DYVER（群馬）                                   | Itoによる47都道府県アコースティック弾き語りツアー 青森公演は収容人数変更のため、BAR SPACE 1/3→青森Quarterに変更 東京公演にWurtS、千葉公演に夕日(NEE)、兵庫公演にきのぽっぽゲスト出演                                      |
| 2025   | midpoint                           | 5月1日 mito LIGHT HOUSE（茨城）                             | Itoによる47都道府県アコースティック弾き語りツアー 青森公演は収容人数変更のため、BAR SPACE 1/3→青森Quarterに変更 東京公演にWurtS、千葉公演に夕日(NEE)、兵庫公演にきのぽっぽゲスト出演                                      |
| 2025   | midpoint                           | 5月3日 甲府CONVICTION（山梨）                               | Itoによる47都道府県アコースティック弾き語りツアー 青森公演は収容人数変更のため、BAR SPACE 1/3→青森Quarterに変更 東京公演にWurtS、千葉公演に夕日(NEE)、兵庫公演にきのぽっぽゲスト出演                                      |
| 2025   | midpoint                           | 5月7日 出雲APOLLO（島根）                                   | Itoによる47都道府県アコースティック弾き語りツアー 青森公演は収容人数変更のため、BAR SPACE 1/3→青森Quarterに変更 東京公演にWurtS、千葉公演に夕日(NEE)、兵庫公演にきのぽっぽゲスト出演                                      |
| 2025   | midpoint                           | 5月8日 米子AZTiC laughs（鳥取）                             | Itoによる47都道府県アコースティック弾き語りツアー 青森公演は収容人数変更のため、BAR SPACE 1/3→青森Quarterに変更 東京公演にWurtS、千葉公演に夕日(NEE)、兵庫公演にきのぽっぽゲスト出演                                      |
| 2025   | midpoint                           | 5月10日 YEBISU YA PRO（岡山）                               | Itoによる47都道府県アコースティック弾き語りツアー 青森公演は収容人数変更のため、BAR SPACE 1/3→青森Quarterに変更 東京公演にWurtS、千葉公演に夕日(NEE)、兵庫公演にきのぽっぽゲスト出演                                      |
| 2025   | midpoint                           | 5月12日 周南LIVE rise（山口）                               | Itoによる47都道府県アコースティック弾き語りツアー 青森公演は収容人数変更のため、BAR SPACE 1/3→青森Quarterに変更 東京公演にWurtS、千葉公演に夕日(NEE)、兵庫公演にきのぽっぽゲスト出演                                      |
| 2025   | midpoint                           | 5月13日 Live space Reed（広島）                             | Itoによる47都道府県アコースティック弾き語りツアー 青森公演は収容人数変更のため、BAR SPACE 1/3→青森Quarterに変更 東京公演にWurtS、千葉公演に夕日(NEE)、兵庫公演にきのぽっぽゲスト出演                                      |
| 2025   | midpoint                           | 5月17日 恵比寿LIQUIDROOM（東京）                            | Itoによる47都道府県アコースティック弾き語りツアー 青森公演は収容人数変更のため、BAR SPACE 1/3→青森Quarterに変更 東京公演にWurtS、千葉公演に夕日(NEE)、兵庫公演にきのぽっぽゲスト出演                                      |
| 2025   | midpoint                           | 5月21日 NAVARO（熊本）                                      | Itoによる47都道府県アコースティック弾き語りツアー 青森公演は収容人数変更のため、BAR SPACE 1/3→青森Quarterに変更 東京公演にWurtS、千葉公演に夕日(NEE)、兵庫公演にきのぽっぽゲスト出演                                      |
| 2025   | midpoint                           | 5月23日 STUDIO DO!（長崎）                                  | Itoによる47都道府県アコースティック弾き語りツアー 青森公演は収容人数変更のため、BAR SPACE 1/3→青森Quarterに変更 東京公演にWurtS、千葉公演に夕日(NEE)、兵庫公演にきのぽっぽゲスト出演                                      |
| 2025   | midpoint                           | 5月24日 RAG.G（佐賀）                                       | Itoによる47都道府県アコースティック弾き語りツアー 青森公演は収容人数変更のため、BAR SPACE 1/3→青森Quarterに変更 東京公演にWurtS、千葉公演に夕日(NEE)、兵庫公演にきのぽっぽゲスト出演                                      |
| 2025   | midpoint                           | 5月26日 INSA（福岡）                                        | Itoによる47都道府県アコースティック弾き語りツアー 青森公演は収容人数変更のため、BAR SPACE 1/3→青森Quarterに変更 東京公演にWurtS、千葉公演に夕日(NEE)、兵庫公演にきのぽっぽゲスト出演                                      |
| 2025   | midpoint                           | 5月27日 CLUB SPOT（大分）                                   | Itoによる47都道府県アコースティック弾き語りツアー 青森公演は収容人数変更のため、BAR SPACE 1/3→青森Quarterに変更 東京公演にWurtS、千葉公演に夕日(NEE)、兵庫公演にきのぽっぽゲスト出演                                      |
| 2025   | midpoint                           | 5月29日 LAZARUS（宮崎）                                     | Itoによる47都道府県アコースティック弾き語りツアー 青森公演は収容人数変更のため、BAR SPACE 1/3→青森Quarterに変更 東京公演にWurtS、千葉公演に夕日(NEE)、兵庫公演にきのぽっぽゲスト出演                                      |
| 2025   | midpoint                           | 5月30日 SR HALL（鹿児島）                                   | Itoによる47都道府県アコースティック弾き語りツアー 青森公演は収容人数変更のため、BAR SPACE 1/3→青森Quarterに変更 東京公演にWurtS、千葉公演に夕日(NEE)、兵庫公演にきのぽっぽゲスト出演                                      |
| 2025   | midpoint                           | 6月11日 LIVE ROXY SHIZUOKA（静岡）                          | Itoによる47都道府県アコースティック弾き語りツアー 青森公演は収容人数変更のため、BAR SPACE 1/3→青森Quarterに変更 東京公演にWurtS、千葉公演に夕日(NEE)、兵庫公演にきのぽっぽゲスト出演                                      |
| 2025   | midpoint                           | 6月12日 名古屋THE BOTTOME LINE（愛知）                      | Itoによる47都道府県アコースティック弾き語りツアー 青森公演は収容人数変更のため、BAR SPACE 1/3→青森Quarterに変更 東京公演にWurtS、千葉公演に夕日(NEE)、兵庫公演にきのぽっぽゲスト出演                                      |
| 2025   | midpoint                           | 6月14日 club-G（岐阜）                                      | Itoによる47都道府県アコースティック弾き語りツアー 青森公演は収容人数変更のため、BAR SPACE 1/3→青森Quarterに変更 東京公演にWurtS、千葉公演に夕日(NEE)、兵庫公演にきのぽっぽゲスト出演                                      |
| 2025   | midpoint                           | 6月15日 四日市CLUB ROOTS（三重）                            | Itoによる47都道府県アコースティック弾き語りツアー 青森公演は収容人数変更のため、BAR SPACE 1/3→青森Quarterに変更 東京公演にWurtS、千葉公演に夕日(NEE)、兵庫公演にきのぽっぽゲスト出演                                      |
| 2025   | midpoint                           | 6月17日 柏PALOOZA（千葉）                                   | Itoによる47都道府県アコースティック弾き語りツアー 青森公演は収容人数変更のため、BAR SPACE 1/3→青森Quarterに変更 東京公演にWurtS、千葉公演に夕日(NEE)、兵庫公演にきのぽっぽゲスト出演                                      |
| 2025   | midpoint                           | 6月18日 HEAVEN'S ROCKさいたま新都心 VJ-3（埼玉）            | Itoによる47都道府県アコースティック弾き語りツアー 青森公演は収容人数変更のため、BAR SPACE 1/3→青森Quarterに変更 東京公演にWurtS、千葉公演に夕日(NEE)、兵庫公演にきのぽっぽゲスト出演                                      |
| 2025   | midpoint                           | 6月19日 青森Quarter（青森）                                 | Itoによる47都道府県アコースティック弾き語りツアー 青森公演は収容人数変更のため、BAR SPACE 1/3→青森Quarterに変更 東京公演にWurtS、千葉公演に夕日(NEE)、兵庫公演にきのぽっぽゲスト出演                                      |
| 2025   | midpoint                           | 6月21日 仙台誰も知らない劇場（宮城）                        | Itoによる47都道府県アコースティック弾き語りツアー 青森公演は収容人数変更のため、BAR SPACE 1/3→青森Quarterに変更 東京公演にWurtS、千葉公演に夕日(NEE)、兵庫公演にきのぽっぽゲスト出演                                      |
| 2025   | midpoint                           | 6月22日 盛岡岩手県公会堂21号室（岩手）                      | Itoによる47都道府県アコースティック弾き語りツアー 青森公演は収容人数変更のため、BAR SPACE 1/3→青森Quarterに変更 東京公演にWurtS、千葉公演に夕日(NEE)、兵庫公演にきのぽっぽゲスト出演                                      |
| 2025   | midpoint                           | 6月26日 Club SWINDLE（秋田）                                | Itoによる47都道府県アコースティック弾き語りツアー 青森公演は収容人数変更のため、BAR SPACE 1/3→青森Quarterに変更 東京公演にWurtS、千葉公演に夕日(NEE)、兵庫公演にきのぽっぽゲスト出演                                      |
| 2025   | midpoint                           | 6月28日 郡山HipShot JAPAN（福島）                           | Itoによる47都道府県アコースティック弾き語りツアー 青森公演は収容人数変更のため、BAR SPACE 1/3→青森Quarterに変更 東京公演にWurtS、千葉公演に夕日(NEE)、兵庫公演にきのぽっぽゲスト出演                                      |
| 2025   | midpoint                           | 6月29日 山形県郷土館「文翔館」劇場ホール（山形）            | Itoによる47都道府県アコースティック弾き語りツアー 青森公演は収容人数変更のため、BAR SPACE 1/3→青森Quarterに変更 東京公演にWurtS、千葉公演に夕日(NEE)、兵庫公演にきのぽっぽゲスト出演                                      |
| 2025   | midpoint                           | 7月2日 SUPERNOVA KAWASAKI（神奈川）                         | Itoによる47都道府県アコースティック弾き語りツアー 青森公演は収容人数変更のため、BAR SPACE 1/3→青森Quarterに変更 東京公演にWurtS、千葉公演に夕日(NEE)、兵庫公演にきのぽっぽゲスト出演                                      |
| 2025   | midpoint                           | 7月13日 PENNT LANE24（北海道）                              | Itoによる47都道府県アコースティック弾き語りツアー 青森公演は収容人数変更のため、BAR SPACE 1/3→青森Quarterに変更 東京公演にWurtS、千葉公演に夕日(NEE)、兵庫公演にきのぽっぽゲスト出演                                      |
| 2025   | midpoint                           | 7月21日 CLUB GATE（和歌山）                                 | Itoによる47都道府県アコースティック弾き語りツアー 青森公演は収容人数変更のため、BAR SPACE 1/3→青森Quarterに変更 東京公演にWurtS、千葉公演に夕日(NEE)、兵庫公演にきのぽっぽゲスト出演                                      |
| 2025   | midpoint                           | 7月23日 Music Club JANUS（大阪）                            | Itoによる47都道府県アコースティック弾き語りツアー 青森公演は収容人数変更のため、BAR SPACE 1/3→青森Quarterに変更 東京公演にWurtS、千葉公演に夕日(NEE)、兵庫公演にきのぽっぽゲスト出演                                      |
| 2025   | midpoint                           | 7月24日 磔磔［takutaku］（京都）                            | Itoによる47都道府県アコースティック弾き語りツアー 青森公演は収容人数変更のため、BAR SPACE 1/3→青森Quarterに変更 東京公演にWurtS、千葉公演に夕日(NEE)、兵庫公演にきのぽっぽゲスト出演                                      |
| 2025   | midpoint                           | 7月26日 大津 U☆STONE（滋賀）                                | Itoによる47都道府県アコースティック弾き語りツアー 青森公演は収容人数変更のため、BAR SPACE 1/3→青森Quarterに変更 東京公演にWurtS、千葉公演に夕日(NEE)、兵庫公演にきのぽっぽゲスト出演                                      |
| 2025   | midpoint                           | 7月27日 NEVERLAND（奈良）                                   | Itoによる47都道府県アコースティック弾き語りツアー 青森公演は収容人数変更のため、BAR SPACE 1/3→青森Quarterに変更 東京公演にWurtS、千葉公演に夕日(NEE)、兵庫公演にきのぽっぽゲスト出演                                      |
| 2025   | midpoint                           | 7月29日 神戸VARIT.（兵庫）                                  | Itoによる47都道府県アコースティック弾き語りツアー 青森公演は収容人数変更のため、BAR SPACE 1/3→青森Quarterに変更 東京公演にWurtS、千葉公演に夕日(NEE)、兵庫公演にきのぽっぽゲスト出演                                      |
| 2025   | midpoint                           | 8月2日 桜坂セントラル（沖縄）                               | Itoによる47都道府県アコースティック弾き語りツアー 青森公演は収容人数変更のため、BAR SPACE 1/3→青森Quarterに変更 東京公演にWurtS、千葉公演に夕日(NEE)、兵庫公演にきのぽっぽゲスト出演                                      |

フェス/イベント/ゲスト出演
| 公演年 | 公演名                                     | 公演日・会場                                    | 備考 |
| ------ | ------------------------------------------ | ----------------------------------------------- | --- |
| 2021   | BLT LIVE BOOSTER vol.1                     | 6月3日 恵比寿LIQUIDROOM（東京）                 | 初ライブ w/ナカムラマユ、冨田直、NEE                                                                             |
| 2022   | JAPAN JAM 2022                             | 5月1日 蘇我スポーツ公園（千葉）                 | 初フェス 初日のトップバッター SUNSET STAGE出演                                                                   |
| 2022   | W's LIVE 2022                              | 6月20日 BIGCAT（大阪）                          | WurtS主催の対バンツアー Itoゲスト出演(ファイナルのみDeu&Ito)                                                     |
| 2022   | W's LIVE 2022                              | 6月21日 NAGOYA CLUB QUATTRO（愛知）             | WurtS主催の対バンツアー Itoゲスト出演(ファイナルのみDeu&Ito)                                                     |
| 2022   | W's LIVE 2022                              | 6月29日 Spotify O-EAST（東京）                  | WurtS主催の対バンツアー Itoゲスト出演(ファイナルのみDeu&Ito)                                                     |
| 2022   | BLT LIVE BOOSTER vol.2                     | 6月26日 日比谷野外大音楽堂（東京）              | きのぽっぽゲスト出演 w/ナカムラマユ、きのぽっぽ、NEE                                                             |
| 2022   | GOOOOOON!                                  | 7月3日 大阪城野外音楽堂（大阪）                 | TOOBOEゲスト出演                                                                                                 |
| 2022   | 宴                                         | 7月12日 恵比寿LIQUIDROOM（東京）                | john(TOOBOE)主催LIVE Deuゲスト出演                                                                               |
| 2022   | ROCK IN JAPAN FESTIVAL 2022                | 8月7日 蘇我スポーツ公園（千葉）                 | HILLSIDE STAGE出演                                                                                               |
| 2022   | RUSH BALL 2022                             | 8月27日 泉大津フェニックス（大阪）              | ATMC出演 |
| 2022   | SWEET LOVE SHOWER 2022                     | 8月28日 山中湖交流プラザ きらら（山梨）         | 3日目のOPENING ACT。FOREST出演。                                                                                 |
| 2022   | Voices                                     | 10月8日 NAGOYA CLUB QUATTRO (愛知)              | ZIP-FM「✕music」主催ライブ w/ego apartment、黒子首                                                               |
| 2022   | FM802 ROCK FESTIVAL RADIO CRAZY 2022       | 12月26日 インテックス大阪（大阪）               | R-STAGE出演 WurtsのステージにItoゲスト出演                                                                       |
| 2022   | COUNTDOWN JAPAN 22/23                      | 12月31日 幕張メッセ国際展示場1〜8ホール（千葉） | GALAXY STAGE出演                                                                                                 |
| 2023   | Dancing Room 003                           | 3月3日 DIAMONDHALL（愛知）                      | Chilli Beans.主催の対バンライブ。                                                                                |
| 2023   | ONE WEEK WONDER'23                         | 3月8日 KT Zepp Yokohama（神奈川）               | ライブハウス「TOKIO TOKYO」の2周年を記念したライブハウス連動型フェス。 w/鋭児、BREIMEN、ASIAN KUNG-FU GENERATION |
| 2023   | Mrs. TAIBAN LIVE                           | 4月4日 Zepp DiverCity（東京）                   | Mrs. GREEN APPLE主催の対バンライブ。                                                                             |
| 2023   | JAPAN JAM 2023                             | 5月5日 蘇我スポーツ公園（千葉）                 | BUZZ STAGE出演 TOOBOEゲスト出演                                                                                  |
| 2023   | CHAINSAW MAN FESTIVAL                      | 5月20日 東京ガーデンシアター（東京）            | イベント内のスペシャルライブ                                                                                     |
| 2023   | NUMBER SHOT2023                            | 7月23日 PayPayドーム・Zepp Fukuoka（福岡）      | のぼせもん STAGE出演 (Zepp Fukuoka)                                                                              |
| 2023   | HIGH! HIGH! HIGH!                          | 8月9日 なんばHatch (大阪)                       | FM802「ROCK KIDS 802-OCHIKEN Goes ON!!-」主催ライブ                                                              |
| 2023   | RISING SUN ROCK FESTIVAL 2023              | 8月11日 石狩湾新港樽川ふ頭 (北海道)             | EARTH TENT出演                                                                                                   |
| 2023   | ROCK IN JAPAN FESTIVAL 2023                | 8月13日 蘇我スポーツ公園（千葉）                | PARK STAGE出演                                                                                                   |
| 2023   | MONSTER baSH 2023                          | 8月19日 国営讃岐まんのう公園（香川）            | MONSTER circus出演                                                                                               |
| 2023   | Sky Jamboree 2023 〜one pray in nagasaki〜 | 8月20日 稲佐山公園野外ステージ（長崎）          | |
| 2023   | SWEET LOVE SHOWER 2023                     | 8月25日 山中湖交流プラザ きらら（山梨）         | Mt.Fuji出演 WurtsのステージにItoゲスト出演                                                                       |
| 2023   | MIRRORBALL Lab vol.1                       | 9月18日 オーバード・ホール（富山）              | w/04 Limited Sazabys                                                                                             |
| 2023   | FM802 ROCK FESTIVAL RADIO CRAZY 2023       | 12月28日 インテックス大阪 (大阪)                | Z-STAGE出演 |
| 2023   | COUNTDOWN JAPAN 23/24                      | 12月31日 幕張メッセ国際展示場1~8ホール (千葉)   | EARTH STAGE出演 WurtsのステージにItoゲスト出演                                                                   |
| 2024   | FUKUOKA MUSIC FES.2024                     | 1月21日 PayPayドーム (福岡)                     | LEFT STAGE出演                                                                                                   |
| 2024   | ON TIME                                    | 2月29日 代官山UNIT (東京)                       | 礼賛「ON TIME」リリースパーティー                                                                                |
| 2024   | ヘッドフォンを外して vol.7                 | 3月1日 豊洲PIT (東京)                           | w/COCO、Lucky Kilimanjaro、Tele                                                                                  |
| 2024   | Catch Up TOUR -1Time 1Chance-              | 3月13日 Zepp Nagoya (愛知)                      | WANIMA主催の対バンライブ                                                                                         |
| 2024   | GOOD FLAGS                                 | 3月17日 仙台PIT (宮城)                          | w/Tele |
| 2024   | ツタロックフェス 2024                      | 3月24日 幕張メッセ国際展示場9~11ホール (千葉)   | MASSIVE STAGE出演                                                                                                |
| 2024   | SUPER JUMPIN'JACK 2024                     | 3月29日 Zepp Osaka Bayside (大阪)               | w/go!go!vanillas、Kroi                                                                                           |
| 2024   | EIGHT BALL FESTIVAL 2024                   | 3月30日 CONVEX岡山 (岡山)                       | SOLID STAGE出演                                                                                                  |
| 2024   | BUG SESSION                                | 4月5日 Zepp Nagoya (愛知)                       | 秋山黄色主催の対バンツアー                                                                                       |
| 2024   | REQUESTAGE 2024                            | 4月29日 大阪城ホール (大阪)                     | w/ASIAN KUNG-FU GENERATION、THE ORAL CIGARETTES、Vaundy、FANTASTICS                                              |
| 2024   | JAPAN JAM 2024                             | 5月4日 蘇我スポーツ公園 (千葉)                  | SUNSET STAGE出演                                                                                                 |
| 2024   | VIVA LA ROCK 2024                          | 5月5日 さいたまスーパーアリーナ (埼玉)          | STAR STAGE出演                                                                                                   |
| 2024   | METROPOLITAN ROCK FESTIVAL 2024            | 5月11日 海とのふれあい広場 (大阪)               | GREEN HILL出演                                                                                                   |
| 2024   | METROPOLITAN ROCK FESTIVAL 2024            | 5月18日 若洲公園 (東京)                         | SEASIDE PARK出演                                                                                                 |
| 2024   | 音楽と行こう SUPER LIVE                    | 6月18日 Zepp Osaka Bayside（大阪）              | 出演キャンセルとなったNEEの代わりに出演。 w/UNISON SQUARE GARDEN                                                 |
| 2024   | 東京、夏のサイレン                         | 6月23日 日比谷野外大音楽堂（東京）              | NEEのワンマンライブ。メンバー全員がゲスト出演。                                                                  |
| 2024   | ROCK IN JAPAN FESTIVAL 2024                | 8月4日 蘇我スポーツ公園 (千葉)                  | LOTUS STAGE出演                                                                                                  |
| 2024   | 1CHANCE FESTIVAL 2024                      | 8月24日 農業公園カントリーパーク (熊本)         | WANIMA主催フェス                                                                                                 |
| 2024   | SWEET LOVE SHOWER 2024                     | 8月31日 山中湖交流プラザ きらら (山梨)          | LAKESIDE出演 |
| 2024   | ベリテンライブ2024 Special                 | 9月7日 井頭公園 運動広場 (栃木)                 | |
| 2024   | MIRRORBALL Lab vol.2                       | 9月23日 本多の森北電ホール (石川)               | w/go!go!vanillas                                                                                                 |
| 2024   | THIS FES '24                               | 10月26日 相模原ギオンフィールド (神奈川)        | [ALEXANDROS]主催フェス                                                                                           |
| 2024   | ベロベロ音楽会 (仮) vol.5                  | 10月29日 TOKIO TOKYO (東京)                     | Deuゲスト出演 |
| 2024   | 氣志團万博2024                             | 11月9日 幕張メッセ国際展示場9~11ホール (千葉)   | MOSSAI STAGE出演。氣志團主催フェス。                                                                             |
| 2024   | FM802 ROCK FESTIVAL RADIO CRAZY 2024       | 12月29日 インテックス大阪 (大阪)                | Z-STAGE出演 |
| 2024   | COUNTDOWN JAPAN 24/25                      | 12月30日 幕張メッセ国際展示場1~8ホール (千葉)   | EARTH STAGE出演 秋山黄色、EveのステージにDeuゲスト出演                                                           |
| 2025   | WurtS LIVEHOUSE TOUR Ⅳ                     | 2月1日 Zepp Sapporo (北海道)                    | WurtS主催の対バンツアー Itoゲスト出演                                                                            |
| 2025   | M2                                         | 2月7日 Zepp Osaka Bayside (大阪)                | w/ハンブレッターズ                                                                                               |
| 2025   | VIVA LA ROCK 2025                          | 5月4日 さいたまスーパーアリーナ(埼玉)           | 斎遊記 -さいたま編-にItoゲスト出演                                                                               |
| 2025   | UPDATE                                     | 7月17日 東京ガーデンシアター（東京）            | w/WurtS、Chilli Beans. WurtSのステージにDeu&Itoゲスト出演                                                        |
| 2025   | SWEET LOVE SHOWER 2025                     | 8月31日 山中湖交流プラザ きらら (山梨)          | LAKESIDE STAGE出演 SWEET LOVER SOULSにDeu&Itoゲスト出演                                                          |
| 2025   | BLT LIVE BOOSTER vol.3                     | 9月5日 Zepp Haneda (東京)                       | w/トンボコープ、NEE                                                                                              |
| 2025   | MIRRORBALL Lab vol.3                       | 9月15日 新潟テルサ(新潟)                        | w/Tele |
| 2025   | NAKAJIMA FES 2025                          | 9月19日 大阪市中央公会堂 (大阪)                 | Itoゲスト出演 |
| 2025   | ROCK IN JAPAN FESTIVAL 2025                | 9月21日 蘇我スポーツ公園 (千葉)                 | GRASS STAGE出演                                                                                                  |
| 2025   | WONDERLIVET 2025                           | 11月14日 KINTEX 7/8/9 Hall (韓国)               | 初の海外公演 |
| 2026   | 大阪マラソン2026                           | 2月22日 大阪市内特設コース (大阪)               | OSAKA MUSIC RUNNERとしてIto参加                                                                                  |
| 2026   | UPDATE                                     | 7月9日 東京ガーデンシアター (東京)              | w/WurtS、Chilli Beans.                                                                                           |
|        |                                            |                                                 | |

### 112号室限定イベント
| 公演年 | 公演名                   | 公演日・会場                                   | 備考                                                                      |
| ------ | ------------------------ | ---------------------------------------------- | ------------------------------------------------------------------------- |
| 2023   | 112号室出張企画          | 5月27日 仙台トラストシティプラザ前広場（宮城） | Takeuchi編 in 仙台として開催 「WAFFLE≠CREPE Kai」とのコラボメニューを販売 |
| 2023   | 112号室出張企画          | 10月14日 新潟ジョイア・ミーア（新潟）          | Ito編 in 新潟 “たまにはひとりで”として開催                                |
| 2023   | 112号室出張企画          | 12月9日 風のスタジオ（岩手）                   | Deu編 in 岩手 “Deu Goes To Ihatov at 風のスタジオ”として開催              |
| 2024   | 2024年のクリスマス・イヴ | 12月24日 立川BABEL（東京）                     | Deuによるイベント                                                         |

## 出演

### ラジオ
- J-WAVE『SONAR MUSIC』-「SONAR'S ROOM」火曜レギュラー (2021年10月-2022年3月)[62]
- ZIP-FM『×music』-「Voices」水曜レギュラー (2022年4月-9月)[63]
- FM802『MUSIC FREAKS』 隔週レギュラー (2023年10月-2024年9月)[64]
- ニッポン放送『PEOPLE 1のオールナイトニッポン0』 (2023年12月9日)[65]
- 文化放送『TOOBOE・PEOPLE １ Deuの“似た者同士”』 (2024年1月23日)[66]
- J-WAVE『THE KINGS PLACE 813』 水曜レギュラー (2024年10月-12月)[67]

### テレビ
- TBS系「CDTVライブ！ライブ！」（2024年10月21日、12月9日）[37][68]
- テレビ朝日系「ミュージックステーション」（2024年11月29日）[69]

### CM
- ソニー・インタラクティブエンタテインメント「Spotify on PlayStation」プロモーションムービー（2022年3月 - 2023年3月 ）[70]